# Молода (річка)
Молода́ — річка в Україні, в межах Рожнятівського району Івано-Франківської області. Ліва притока Лімниці (басейн Дністра).

## Опис
Довжина 14 км. Річка типово гірська. Долина V-подібна, переважно заліснена. Річище слабозвивисте.

## Розташування
Молода бере початок на західних схилах гори Попадя (масив Ґорґани), на висоті 846 м над р. м. Тече спершу на північ, далі на північний схід, у пониззі на схід. Впадає до Лімниці при південній частині села Осмолода.
Над річкою немає жодного населеного пункту.
- У верхів'ях річка носить назву Чорна.